# 크리스틴 스베리스도티르
크리스틴 스베리스도티르(고대 노르드어: Kristín Sverrisdóttir, 노르웨이어: Kristin Sverresdatter, 1190년경 – 1213년)는 중세 노르웨이의 공주이다. 바글라르 당파의 왕위요구자 필리푸스 시몬스손 섭정의 아내로 명목상의 노르웨이 왕비였다.
크리스틴은 스베레 시구르손 왕과 그 왕비 마르가레타 에릭스도테르 사이에 태어났다. 1190년 전후로 태어났다 하는데 정확한 시기는 모른다. 1202년 부왕이 붕어하자 모후는 고국인 스웨덴으로 돌아갔고, 크리스틴은 노르웨이에 홀로 남았다. 1209년 크리스틴은 노르웨이 귀족 필리푸스 시몬스손과 결혼했고, 1213년 첫 아이를 낳다가 난산으로 죽었다. 아이는 아들이었으며 태어난 지 얼마 안되어 역시 죽었다.
크리스틴의 결혼은 노르웨이 내전 당시 서로 항쟁하던 두 당파 바글라르와 비르키베이나르 사이의 화해를 위한 정략결혼이었다. 1208년 양측 중 어느 쪽도 결정적 우위를 점하지 못하자 니콜라스 아르나손 주교가 노르웨이의 다른 주교들과 작당하여 내전 중인 두 당파 사이에 뚜쟁이 노릇을 했다. 크비트쇠위를 근거지로 하는 비르키베이나르는 잉기 마그누손을 왕위 후보로 밀었고, 필리푸스에게 왕국의 동쪽 3분의 1에 대한 지배권을 인정하는 대신 필리푸스는 왕위 요구를 포기하고 섭정으로 남아 잉기를 왕으로 섬길 것을 요구했다. 이 합의를 공고히 하기 위해 필리푸스가 스베리르 왕의 딸인 크리스틴과 결혼한 것이다.